# Mont Pelé
Mont Pelé är en kulle i Schweiz. Den ligger i distriktet Nyon och kantonen Vaud, i den västra delen av landet, 110 km sydväst om huvudstaden Bern. Toppen på Mont Pelé är 1 534 meter över havet. Mont Pelé ingår i Jurabergen.